# Grand Prix de Wallonie 1974
La 15e édition du Grand Prix de Wallonie a eu lieu le 21 mars 1974. Elle a été remportée par le Belge Frans Verbeeck.

## Classement final
Frans Verbeeck remporte la course en parcourant les 202 kilomètres en 5 h 11 min 46 s à la vitesse moyenne de 38,875 km/h.
| Classement final, | Classement final,            | Classement final, | Classement final,              | Classement final,  |
|                   | Coureur                      | Pays              | Équipe                         | Temps              |
| ----------------- | ---------------------------- | ----------------- | ------------------------------ | ------------------ |
| 1er               | Frans Verbeeck               | Belgique          | Watney-Maes                    | en 5 h 11 min 46 s |
| 2e                | Freddy Maertens              | Belgique          | Carpenter-Confortluxe-Flandria |                    |
| 3e                | Roger De Vlaeminck           | Belgique          | Brooklyn                       |                    |
| 4e                | Guido Van Sweevelt           | Belgique          | Watney-Maes                    |                    |
| 5e                | Emile Bodart                 | Belgique          | Watney-Maes                    |                    |
| 6e                | Karel Rottiers               | Belgique          | Molteni                        |                    |
| 7e                | Jean-Pierre Berckmans        | Belgique          | Molteni                        |                    |
| 8e                | Gérard David                 | Belgique          |                                |                    |
| 9e                | Christian De Buysschere (ca) | Belgique          | Molteni                        |                    |
| 10e               | Gustaaf Van Roosbroeck       | Belgique          | Mic-De Gribaldy-Ludo           |                    |
| modifier          |                              |                   |                                |                    |